# Senátní obvod č. 48 – Rychnov nad Kněžnou
Senátní obvod č. 48 – Rychnov nad Kněžnou je podle zákona č. 247/1995 Sb. tvořen celým okresem Rychnov nad Kněžnou, východní částí okresu Pardubice, ohraničenou na západě obcemi Plch, Staré Ždánice, Stéblová, Srch, Staré Hradiště, Kunětice, Sezemice, Dašice, Kostěnice a Úhřetická Lhota, severozápadní částí okresu Ústí nad Orlicí, ohraničenou na jihu obcemi Radhošť, Týnišťko, Dobříkov, Sruby, Choceň a Koldín, a východní částí okresu Hradec Králové, tvořenou obcemi Jílovice, Vysoký Újezd a Ledce.
Současným senátorem je od roku 2020 Jan Grulich za TOP 09.

## Senátoři

František Bartoš
Václava Domšová
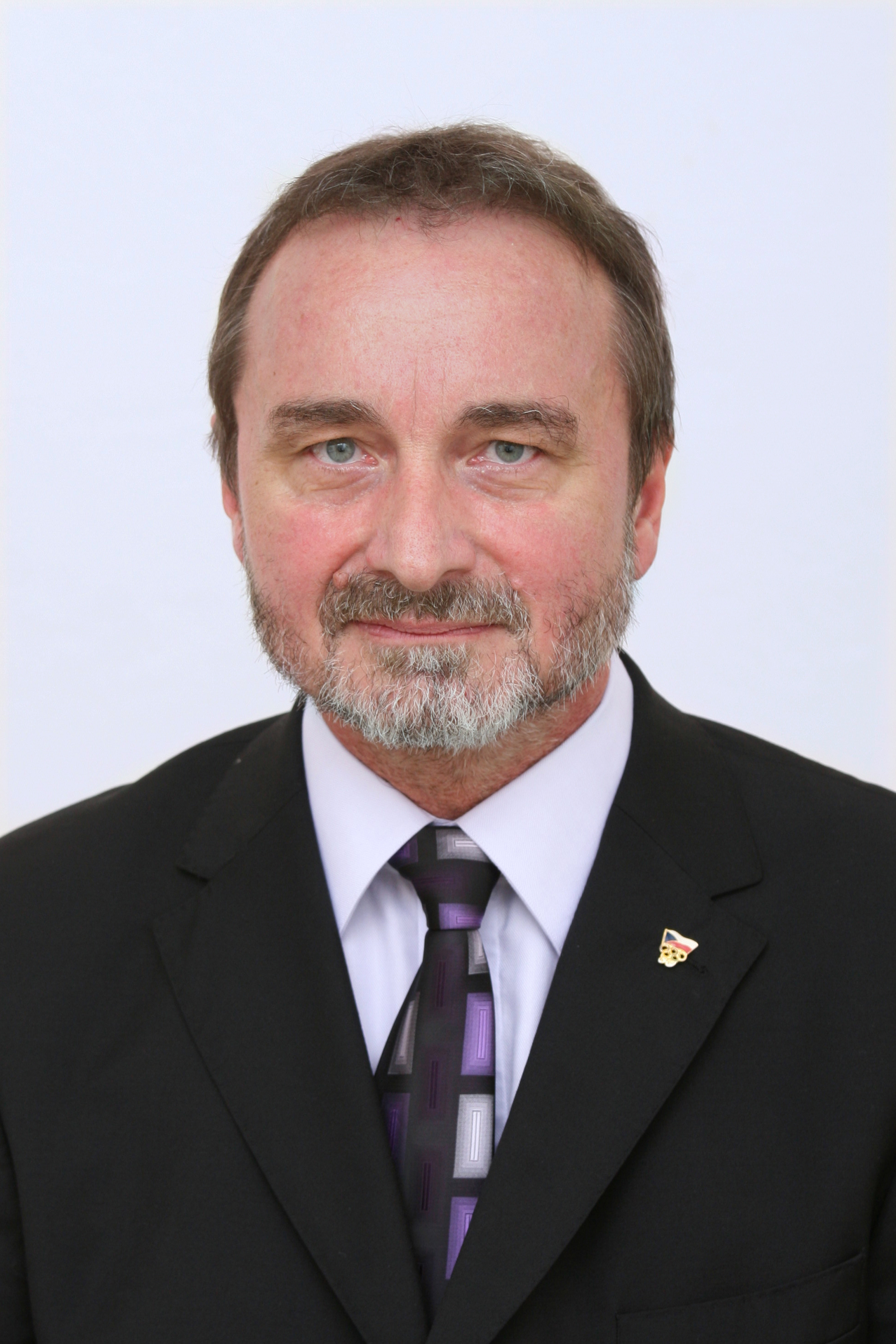
Miroslav Antl
Jan Grulich

| Volby | Volby | Senátor                | Volební strana | Navrhující strana | Politická příslušnost | Odkaz  |
| ----- | ----- | ---------------------- | -------------- | ----------------- | --------------------- | ------ |
|       | 1996  | MVDr. František Bartoš | KDU-ČSL        | KDU-ČSL           | KDU-ČSL               | profil |
|       | 2002  | Ing. Václava Domšová   | SNK            | SNK               | BEZPP                 | profil |
|       | 2008  | JUDr. Miroslav Antl    | ČSSD           | ČSSD              | BEZPP                 | profil |
| 2014  |       | JUDr. Miroslav Antl    | ČSSD           | ČSSD              | BEZPP                 | profil |
|       | 2020  | Mgr. Jan Grulich       | TOP 09, LES    | TOP 09            | TOP 09                | profil |

## Volby

### Rok 1996
| Kandidát | Kandidát               | Volební strana | Navrhující strana | Politická příslušnost | Počet hlasů (1. kolo) | %     | Počet hlasů (2. kolo) | %     |
| -------- | ---------------------- | -------------- | ----------------- | --------------------- | --------------------- | ----- | --------------------- | ----- |
|          | MVDr. František Bartoš | KDU-ČSL        | KDU-ČSL           | KDU-ČSL               | 7 120                 | 20,42 | 14 148                | 53,34 |
|          | Josef Ježek            | ODS            | ODS               | ODS                   | 12 719                | 36,47 | 12 376                | 46,66 |
|          | Jiří Kantůrek          | ČSSD           | ČSSD              | ČSSD                  | 6 810                 | 19,53 | —                     | —     |
|          | MUDr. Jan Vaník        | KSČM           | KSČM              | KSČM                  | 5 666                 | 16,25 | —                     | —     |
|          | Ing. Miloslav Kejval   | SZ             | SZ                | BEZPP                 | 2 000                 | 5,73  | —                     | —     |
|          | Ing. Helena Klinovská  | KAN            | KAN               | KAN                   | 560                   | 1,61  | —                     | —     |

### Rok 2002
| Kandidát | Kandidát               | Volební strana | Navrhující strana | Politická příslušnost | Počet hlasů (1. kolo) | %     | Počet hlasů (2. kolo) | %     |
| -------- | ---------------------- | -------------- | ----------------- | --------------------- | --------------------- | ----- | --------------------- | ----- |
|          | Ing. Václava Domšová   | SNK            | SNK               | BEZPP                 | 4 756                 | 20,32 | 20 929                | 63,98 |
|          | MVDr. František Bartoš | KDU-ČSL        | KDU-ČSL           | KDU-ČSL               | 6 110                 | 26,10 | 11 781                | 36,01 |
|          | Mgr. Miroslava Němcová | ODS            | ODS               | ODS                   | 4 189                 | 17,89 | —                     | —     |
|          | Mgr. Jan Langr         | KSČM           | KSČM              | BEZPP                 | 3 848                 | 16,44 | —                     | —     |
|          | JUDr. Ivan Přikryl     | ČSSD           | ČSSD              | BEZPP                 | 2 394                 | 10,22 | —                     | —     |
|          | Konstantin Korovin     | NK             | NK                | BEZPP                 | 1 353                 | 5,78  | —                     | —     |
|          | Petr Vančura           | VPM            | VPM               | BEZPP                 | 753                   | 3,21  | —                     | —     |

### Rok 2008
| Kandidát | Kandidát                 | Volební strana | Navrhující strana | Politická příslušnost | Počet hlasů (1. kolo) | %     | Počet hlasů (2. kolo) | %     |
| -------- | ------------------------ | -------------- | ----------------- | --------------------- | --------------------- | ----- | --------------------- | ----- |
|          | JUDr. Miroslav Antl      | ČSSD           | ČSSD              | BEZPP                 | 17 145                | 43,83 | 17 642                | 59,60 |
|          | Ing. Václava Domšová     | SNK ED         | SNK ED            | BEZPP                 | 7 417                 | 18,96 | 11 956                | 40,39 |
|          | Mgr. Vladimír Benák      | ODS            | ODS               | ODS                   | 5 824                 | 14,89 | —                     | —     |
|          | MUDr. Drahomíra Peřinová | KDU-ČSL        | KDU-ČSL           | BEZPP                 | 4 201                 | 10,74 | —                     | —     |
|          | Bedřich Chasák           | KSČM           | KSČM              | KSČM                  | 3 578                 | 9,14  | —                     | —     |
|          | Ing. Jiří Syrový         | SDŽ            | SDŽ               | BEZPP                 | 947                   | 2,42  | —                     | —     |

### Rok 2014
| Kandidát | Kandidát                          | Volební strana | Navrhující strana | Politická příslušnost | Počet hlasů (1. kolo) | %     | Počet hlasů (2. kolo) | %     |
| -------- | --------------------------------- | -------------- | ----------------- | --------------------- | --------------------- | ----- | --------------------- | ----- |
|          | JUDr. Miroslav Antl               | ČSSD           | ČSSD              | BEZPP                 | 16 799                | 41,12 | 10 823                | 59,76 |
|          | Luboš Řehák                       | KDU-ČSL        | KDU-ČSL           | BEZPP                 | 6 504                 | 15,92 | 7 286                 | 40,23 |
|          | Petr Sadovský                     | ANO            | ANO               | ANO                   | 5 606                 | 13,72 | —                     | —     |
|          | PaedDr. Josef Lukášek             | KSČM           | KSČM              | KSČM                  | 4 393                 | 10,75 | —                     | —     |
|          | prof. Ing. Václav Cempírek, Ph.D. | TOP 09, STAN   | TOP 09            | TOP 09                | 3 367                 | 8,24  | —                     | —     |
|          | MUDr. Soňa Hlavová                | SPO            | SPO               | SPO                   | 2 829                 | 6,92  | —                     | —     |
|          | Ing. Roman Kučera                 | Piráti         | Piráti            | Piráti                | 1 350                 | 3,30  | —                     | —     |

### Rok 2020
| Kandidát | Kandidát                | Volební strana | Navrhující strana | Politická příslušnost | Počet hlasů (1. kolo) | %     | Počet hlasů (2. kolo) | %     |
| -------- | ----------------------- | -------------- | ----------------- | --------------------- | --------------------- | ----- | --------------------- | ----- |
|          | Mgr. Jan Grulich        | TOP 09, LES    | TOP 09            | TOP 09                | 9 472                 | 24,37 | 11 432                | 59,65 |
|          | JUDr. Miroslav Antl     | ZA OBČANY      | ZA OBČANY         | ZA OBČANY             | 10 275                | 26,44 | 7 733                 | 40,34 |
|          | Mgr. Jana Drejslová     | ODS            | ODS               | BEZPP                 | 7 369                 | 18,96 | —                     | —     |
|          | Drahoslav Chudoba       | NK             | NK                | BEZPP                 | 2 686                 | 6,91  | —                     | —     |
|          | Ing. František Mencl    | ČSSD           | ČSSD              | BEZPP                 | 2 500                 | 6,43  | —                     | —     |
|          | PaedDr. Josef Lukášek   | KSČM           | KSČM              | KSČM                  | 2 491                 | 6,41  | —                     | —     |
|          | Ing. Vladimíra Lesenská | SPD            | SPD               | BEZPP                 | 2 436                 | 6,26  | —                     | —     |
|          | Mgr. Jiří Matoušek, MPA | Trikolóra      | Trikolóra         | Trikolóra             | 1 629                 | 4,19  | —                     | —     |

## Volební účast
|  | nejvyšší volební účast |  | nejnižší volební účast |

| Rok  | % (1. kolo) | % (2. kolo) |
| ---- | ----------- | ----------- |
| 1996 | 37,78       | 28,67       |
| 2002 | 24,01       | 35,34       |
| 2008 | 41,33       | 29,05       |
| 2014 | 42,20       | 17,41       |
| 2020 | 38,84       | 18,39       |